# Dubno (Slovacchia)
Dubno (in ungherese: Dobfenek, in tedesco: Dobfenick) è un comune della Slovacchia facente parte del distretto di Rimavská Sobota, nella regione di Banská Bystrica.
Il villaggio è citato per la prima volta nel 1427 come possesso del nobile Tamás Recsky. Nel XVI secolo fu distrutto dai turchi. Dal 1938 al 1944 fece parte dell'Ungheria.